# Thierry Laurey
Pour les articles homonymes, voir Laurey.
Thierry Laurey est un footballeur puis entraîneur français, né le 17 février 1964 à Troyes (Aube).
Il évolue au poste de milieu de terrain puis de défenseur central du début des années 1980 à la fin des années 1990. Formé à l'US Valenciennes Anzin, il évolue ensuite à l'Olympique de Marseille, au Montpellier HSC, au FC Sochaux, au Paris SG, à l'AS Saint-Étienne avant de terminer sa carrière au Montpellier HSC. Il compte une sélection en équipe de France.
Devenu entraîneur, il dirige tout d'abord l'équipe réserve montpelliéraine. Il entraîne ensuite le FC Sète, Amiens SC, l'AC Arles-Avignon, le GFC Ajaccio, RC Strasbourg, le Paris FC et au FC Martigues.

## Biographie

### Carrière de joueur
Débutant à l'US Valenciennes Anzin en Division 2, il évolua comme milieu défensif. En 1986, il signe à l'Olympique de Marseille et réalise une grosse saison, ponctuée par une place de vice-champion de France et une finale de Coupe de France, les deux fois devancé par les Girondins de Bordeaux. Il se retrouve la saison suivante prêté au Montpellier HSC de Louis Nicollin, fraîchement promu en Division 1. Emmenée notamment par Roger Milla, Nenad Stojković, Laurent Blanc et donc Thierry, l'équipe héraultaise surprend et accroche la 3e place, synonyme de Coupe de l'UEFA, avec au passage la meilleure attaque du championnat (68 buts).
Mais pas maître de son destin et ne pouvant être assuré de rejouer pour Marseille, il se retrouve au FC Sochaux, promu en Division 1 en 1988. Durant ses deux saisons sochaliennes, Thierry s'impose et le club franc-comtois se classe deux fois de suite 4e du championnat, retrouvant au passage la Coupe d'Europe en 1990. Thierry goûtant au passage à l'équipe de France le 8 mars 1989 lors d'un match face à l'Écosse (rencontre comptant pour les éliminatoires de la Coupe du monde 1990).
S'ensuit une saison 1990-1991 assez moyenne où il ne s'impose pas au Paris SG, terminant même la saison à Saint-Étienne. C'est ainsi qu'il retourne chez l'ambitieux Montpellier HSC de Louis Nicollin, où il terminera sa carrière professionnelle sept saisons plus tard, en 1998, rejouant au passage une finale de Coupe de France en 1994 et retrouvant aussi la Coupe de l'UEFA.

### Carrière d'entraîneur
Après la fin de sa carrière de footballeur, il reste dans son dernier club, Montpellier, et entre dans le staff technique où il exerce diverses fonctions : adjoint, directeur du centre de formation, entraîneur des 18 ans, de l'équipe de CFA, des 16 ans puis à nouveau adjoint. En mars 2002, après deux sessions de stage et une semaine d'examens, il est admis au certificat de formateur de football (CFF). En mai 2006, il obtient le DEPF, plus haut diplôme d'entraîneur en France. Il est remercié en juin 2006.
Il est ensuite entraîneur au FC Sète, club de National, à partir de juillet 2007, puis est recruté le 7 juin 2008 par l'Amiens SC (Ligue 2). À la suite de la descente d'Amiens en National à l'issue de la saison 2008-2009, Thierry Laurey quitte le club courant juin 2009.
Le 14 mars 2011, il est recruté en tant que superviseur pour l'AS Saint-Étienne. En novembre, il retrouve un poste d'entraîneur principal à Arles-Avignon. En Provence, il réussit à relever le club et à le maintenir alors que la formation arlésienne était relégable à son arrivée. Jusqu'à la fin de la saison, il réalise un parcours exemplaire ne perdant qu'un seul match. Le 5 novembre 2012, il est officiellement démis de ses fonctions d'entraîneur par le président de l'AC Arles-Avignon Marcel Salerno lors d'une conférence de presse tenue au Parc des Sports, siège du club.
Il reste peu de temps sans club, le GFC Ajaccio le recrute le 19 février 2013 pour remplacer à la tête de l'équipe première Jean-Michel Cavalli, le club corse est alors 19e de Ligue 2,. En 2014, le club remonte en Ligue 2 puis, l'année suivante, obtient la montée en Ligue 1. Il quitte le GFC Ajaccio à la suite de la relégation du club en Ligue 2 en mai 2016. 
Le 31 mai 2016, il s'engage avec le Racing Club Strasbourg Alsace, club promu en Ligue 2 de National où il succède à Jacky Duguépéroux. Il y remporte le championnat de deuxième division dès sa première saison lui permettant de retrouver la Ligue 1 un an après l'avoir quittée et permettant au Racing de retrouver l'élite, plus de 10 ans après avoir été relégué. Il  maintient le club en Ligue 1 à l'issue de la saison 2017-2018. La saison suivante, ses propos après le match contre le Paris Saint-Germain en janvier 2019 font polémique. Alors que le joueur parisien Neymar s'est blessé tout seul au cours de la rencontre, il laisse entendre que le Brésilien méritait les fautes qu'il subit, l'accusant de « chambrer » et « narguer » balle au pied. La commission de discipline de la Fédération française de football  lui infligera un match de suspension avec sursis.
Ses vifs échanges avec les journalistes, en conférence de presse, sont régulièrement repris par l'émission J+1 et l'humoriste Julien Cazarre, le présentant comme un entraîneur tout le temps sur les nerfs,.
Après cinq ans passés en Alsace et après avoir fait monter le club en Ligue 1 puis l’avoir maintenu, son contrat n’est pas renouvelé par le RC Strasbourg à l’issue de la saison 2020-2021. Le club officialise son départ le 24 mai 2021.
Il aura été l’entraîneur le plus longtemps en poste à Strasbourg devant le mythique Gilbert Gress.
Le 20 juin 2021, il devient officiellement le nouvel entraineur du Paris FC. Il signe un contrat de 2 saisons.
Le 3 juin 2023, son contrat n'est pas renouvelé et est remplacé par Stéphane Gilli, qui prend les commandes du club parisien.
Le 2 juillet 2024, il devient le nouveau coach du FC Martigues évoluant en Ligue 2. À la suite de mauvais résultats, il est suspendu de ses fonctions au FC Martigues le 16 décembre 2024.

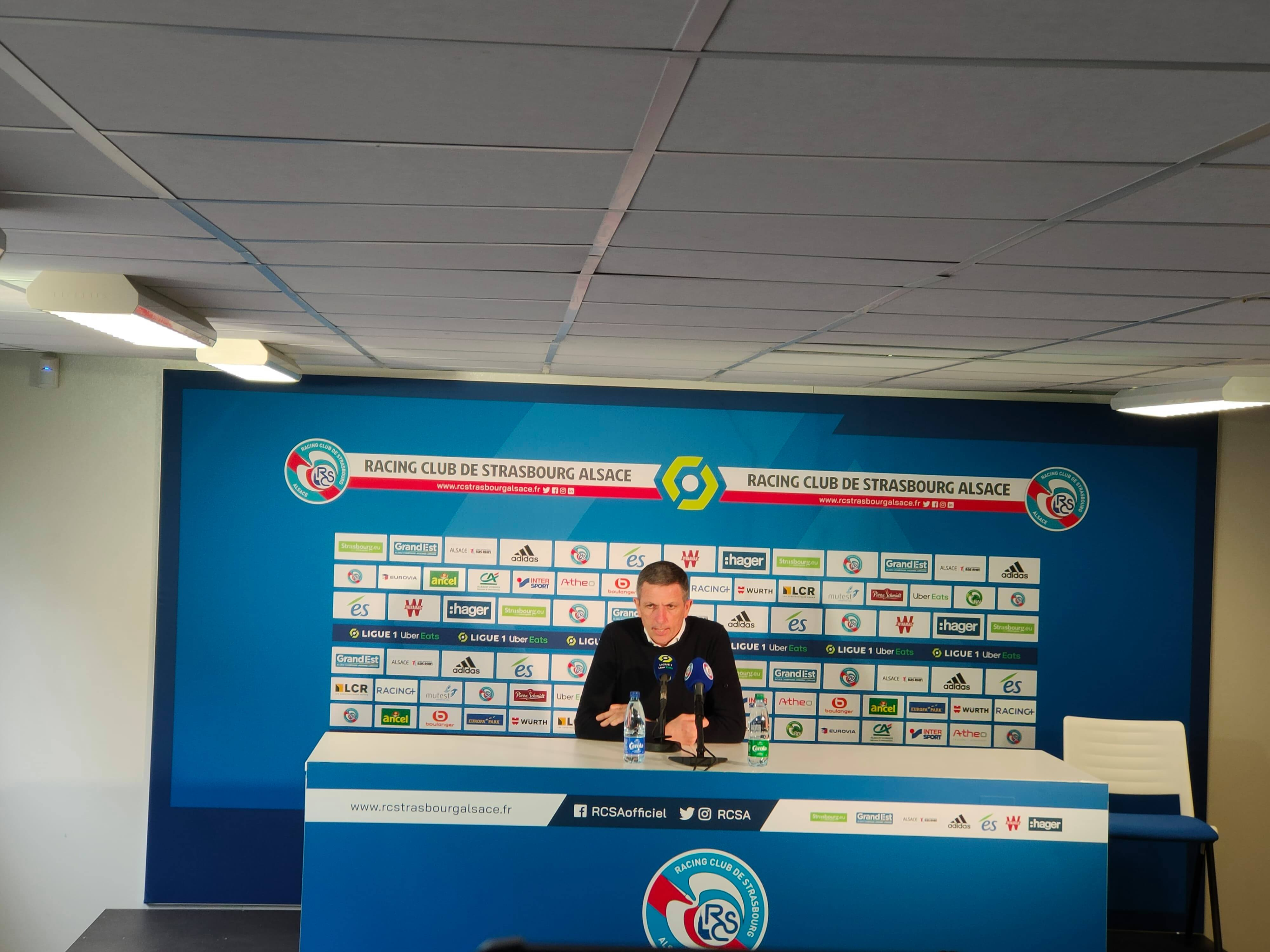
Thierry Laurey en conférence de presse d'après-match.

## Statistiques

### Statistiques de joueur
| Saison                | Club                   | Championnat           | Championnat | Championnat | Coupe nationale | Coupe nationale | Coupe de la Ligue | Coupe de la Ligue | Compétition(s) continentale(s) | Compétition(s) continentale(s) | Compétition(s) continentale(s) | Total | Total |
| Saison                | Club                   | Division              | M.          | B.          | M.              | B.              | M.                | B.                | Comp.                          | M.                             | B.                             | M.    | B.    |
| 1982-1983             | US Valenciennes-Anzin  | Division 2            | 17          | 0           | 1               | 0               | -                 | -                 | -                              | -                              | -                              | 18    | 0     |
| 1983-1984             | US Valenciennes-Anzin  | Division 2            | 31          | 4           | 5               | 0               | -                 | -                 | -                              | -                              | -                              | 36    | 4     |
| 1984-1985             | US Valenciennes-Anzin  | Division 2            | 31          | 3           | 2               | 0               | -                 | -                 | -                              | -                              | -                              | 33    | 3     |
| 1985-1986             | US Valenciennes-Anzin  | Division 2            | 27          | 2           | 1               | 0               | -                 | -                 | -                              | -                              | -                              | 28    | 2     |
| Sous-total            | Sous-total             | Sous-total            | 106         | 9           | 9               | 0               | -                 | -                 | -                              | -                              | -                              | 115   | 9     |
| 1986-1987             | Olympique de Marseille | Division 1            | 27          | 1           | 4               | 1               | -                 | -                 | -                              | -                              | -                              | 31    | 2     |
| 1987-1988             | Montpellier PSC (prêt) | Division 1            | 34          | 10          | 5               | 2               | -                 | -                 | -                              | -                              | -                              | 39    | 12    |
| Sous-total            | Sous-total             | Sous-total            | 61          | 11          | 9               | 3               | -                 | -                 | -                              | -                              | -                              | 70    | 14    |
| 1988-1989             | FC Sochaux-Montbéliard | Division 1            | 34          | 8           | 9               | 2               | -                 | -                 | -                              | -                              | -                              | 43    | 10    |
| 1989-1990             | FC Sochaux-Montbéliard | Division 1            | 34          | 4           | 1               | 0               | -                 | -                 | C3                             | 4                              | 1                              | 39    | 5     |
| Sous-total            | Sous-total             | Sous-total            | 68          | 12          | 10              | 2               | -                 | -                 | -                              | 4                              | 1                              | 82    | 15    |
| 1990-1991             | Paris Saint-Germain    | Division 1            | 8           | 0           | 0               | 0               | -                 | -                 | -                              | -                              | -                              | 8     | 0     |
| 1990-1991             | AS Saint-Étienne       | Division 1            | 25          | 3           | 2               | 1               | -                 | -                 | -                              | -                              | -                              | 27    | 4     |
| Sous-total            | Sous-total             | Sous-total            | 33          | 3           | 2               | 1               | -                 | -                 | -                              | -                              | -                              | 35    | 4     |
| 1991-1992             | Montpellier HSC        | Division 1            | 23          | 3           | 0               | 0               | -                 | -                 | -                              | -                              | -                              | 23    | 3     |
| 1992-1993             | Montpellier HSC        | Division 1            | 35          | 3           | 4               | 1               | -                 | -                 | -                              | -                              | -                              | 39    | 4     |
| 1993-1994             | Montpellier HSC        | Division 1            | 32          | 0           | 6               | 0               | -                 | -                 | -                              | -                              | -                              | 38    | 0     |
| 1994-1995             | Montpellier HSC        | Division 1            | 33          | 1           | 2               | 0               | 4                 | 1                 | -                              | -                              | -                              | 39    | 2     |
| 1995-1996             | Montpellier HSC        | Division 1            | 27          | 1           | 3               | 0               | 1                 | 0                 | -                              | -                              | -                              | 31    | 1     |
| 1996-1997             | Montpellier HSC        | Division 1            | 12          | 0           | 3               | 0               | 4                 | 0                 | -                              | -                              | -                              | 19    | 0     |
| 1997-1998             | Montpellier HSC        | Division 1            | 24          | 0           | 1               | 0               | 1                 | 0                 | CI                             | 6                              | 0                              | 32    | 0     |
| Sous-total            | Sous-total             | Sous-total            | 186         | 8           | 19              | 1               | 10                | 1                 | -                              | 6                              | 0                              | 221   | 10    |
| Total sur la carrière | Total sur la carrière  | Total sur la carrière | 454         | 43          | 49              | 7               | 10                | 1                 | -                              | 10                             | 1                              | 523   | 52    |

### Statistiques d'entraîneur
| FC Sète          | 22 juin 2007     | 7 juin 2008      | 41  | 15  | 16  | 10  | 36,6 |
| Amiens SC        | 7 juin 2008      | 17 juin 2009     | 40  | 9   | 16  | 15  | 22,5 |
| AC Arles-Avignon | 28 novembre 2011 | 3 novembre 2012  | 40  | 13  | 18  | 9   | 32,5 |
| GFC Ajaccio      | 19 février 2013  | 31 mai 2016      | 134 | 49  | 37  | 48  | 36,6 |
| RC Strasbourg    | 31 mai 2016      | 24 mai 2021      | 211 | 80  | 56  | 75  | 37,9 |
| Paris FC         | 20 juin 2021     | 30 juin 2023     | 84  | 40  | 22  | 22  | 47,6 |
| FC Martigues     | 2 juillet 2024   | 16 décembre 2024 | 18  | 4   | 3   | 11  |      |
| Total            | Total            | Total            | 568 | 210 | 168 | 190 | 37,5 |

## Palmarès
En tant que joueur, Laurey est notamment vice-champion de France avec l'Olympique de Marseille en 1987. Il est également finaliste de la Coupe de France à deux reprises, d'abord avec Marseille en 1987, puis avec le Montpellier HSC en 1994, atteignant par ailleurs la finale de la Coupe de la Ligue la même année.
En tant qu'entraîneur, il remporte le titre de champion de Ligue 2 lors de la saison 2016-2017 avec le RC Strasbourg. Il remporte par la suite la Coupe de la Ligue avec cette même équipe en 2019.